# Josef Pabl
Josef Pabl, též Pobl (cca 1662, Švábsko – 28. březen 1710) byl sochař pocházející ze Švábska, z rodiny Mikuláše Pabla. Neznámo kdy se přesunul do jižních Čech, kde působil v Českém Krumlově a okolí. Později také v Českých Budějovicích (1706 je již uváděn jako „sochař z Českých Budějovic“), kde je roku 1710 doložen dům v jeho vlastnictví. Krátce po Pablově smrti jej v Českých Budějovicích nahradil Josef Dietrich.
Některé literární zdroje připisovaly, případně naznačovaly možnost autorství původních kamenných soch z křížové cesty v Českém Krumlově Josefu Pablovi (např. ). Tyto zdroje obvykle předpokládaly vznik soch v roce 1710. Sochy ve skutečnosti nevznikly dříve než roku 1717, což možnost Pablova autorství vylučuje.

## Seznam děl
Seznam není kompletní.
| Objekt                       | Obrázek                      | Datum | Umístění                               | Galerie                                                                          | Poznámka                                                                                       |
| ---------------------------- | ---------------------------- | ----- | -------------------------------------- | -------------------------------------------------------------------------------- | ---------------------------------------------------------------------------------------------- |
| sochy pro kapli v Kájově     |                              | 1706  | Kaple svatého Jana Nepomuckého         |                                                                                  | Přepracoval špatně udělané sochy od Filipa Ramblera z Cáhlova krom soch sv. Prokopa a Edmunda. |
| sochy pro kostel v Kájově    |                              | 1708  | Kostel Nanebevzetí Panny Marie         |                                                                                  | Oltář vyřezal českokrumlovský truhlář Adam Hoffman.                                            |
| oltář u sv. Prokopa          |                              | 1709? | Kostel svatého Prokopa                 |                                                                                  | Zemřel před dokončením práce.                                                                  |
| Kristus na kříži s lotry     |                              | 1710  | Český Krumlov                          |                                                                                  | Socha z lipového dřeva zhotovená pro českokrumlovskou Kalvárii.                                |
| Bičovaný Kristus             | Bičovaný Kristus             | ≥1717 | Český Krumlov před Budějovickou branou | Kategorie „Bičovaný Kristus (Český Krumlov)“ na Wikimedia Commons                | Tradované autorství zpochybněno / vyloučeno. Pravděpodobný autor Jan Plansker (Q111985945).    |
| Jidášův polibek              | Jidášův polibek              | ≥1717 | Český Krumlov před Budějovickou branou | Kategorie „Jidášův polibek (Český Krumlov)“ na Wikimedia Commons                 | Tradované autorství zpochybněno / vyloučeno. Pravděpodobný autor Jan Plansker (Q111985945).    |
| Kristus klesající pod křížem | Kristus klesající pod křížem | ≥1717 | Český Krumlov před Budějovickou branou | Kategorie „Kristus klesající pod křížem (České Budějovice)“ na Wikimedia Commons | Tradované autorství zpochybněno / vyloučeno. Pravděpodobný autor Jan Plansker (Q111985945).    |